# Ningbo Open
Il Ningbo Open, noto in precedenza come Ningbo Challenger e Ningbo International Tennis Open, è un torneo professionistico di tennis che si gioca dal 2010 su campi in cemento a Ningbo, in Cina. È nato come torneo femminile e fino al 2012 ha fatto parte del circuito ITF, per poi passare dall'anno successivo al circuito WTA 125. L'ultima edizione del torneo femminile si è tenuta nel 2014. Il torneo maschile, parte dell'ATP Challenger Tour, si è disputato per la prima volta nel 2011 fino al 2019; non si sono giocate le edizioni maschili del 2013 e 2014.
Nel 2023, il torneo fa il suo ritorno nel calendario femminile dopo un'assenza di ben otto anni, rientrando nella categoria WTA 250, mentre dal 2024 viene promosso in pianta stabile a evento WTA 500.

## Albo d'oro

### Singolare maschile
| Anno       | Campione                              | Finalista                             | Punteggio                             |
| ---------- | ------------------------------------- | ------------------------------------- | ------------------------------------- |
| 2020       | Annullato per la pandemia di COVID-19 | Annullato per la pandemia di COVID-19 | Annullato per la pandemia di COVID-19 |
| 2019       | Yasutaka Uchiyama                     | Steven Diez                           | 6–1, 6–3                              |
| 2018       | Thomas Fabbiano                       | Prajnesh Gunneswaran                  | 7–6(4), 4–6, 6–3                      |
| 2017       | Michail Južnyj                        | Tarō Daniel                           | 6–1, 6–1                              |
| 2016       | Lu Yen-hsun (3)                       | Hiroki Moriya                         | 6–3, 6–1                              |
| 2015       | Lu Yen-hsun (2)                       | Jürgen Zopp                           | 7–6(3), 6–1                           |
| 2014- 2013 | Non disputato                         | Non disputato                         | Non disputato                         |
| 2012       | Peter Gojowczyk                       | Jeong Suk-Young                       | 6–3, 6–1                              |
| 2011       | Lu Yen-hsun (1)                       | Jürgen Zopp                           | 6–2, 3–6, 6–1                         |

### Doppio maschile
| Anno       | Campioni                              | Finalisti                                 | Punteggio                             |
| ---------- | ------------------------------------- | ----------------------------------------- | ------------------------------------- |
| 2020       | Annullato per la pandemia di COVID-19 | Annullato per la pandemia di COVID-19     | Annullato per la pandemia di COVID-19 |
| 2019       | Andrew Harris Marc Polmans            | Alex Bolt Matt Reid                       | 6–0, 6–1                              |
| 2018       | Gong Maoxin Zhang Ze                  | Hsieh Cheng-peng Christopher Rungkat      | 7–5, 2–6, [10–5]                      |
| 2017       | Radu Albot Jose Statham               | Jeevan Nedunchezhiyan Christopher Rungkat | 7–5, 6–3                              |
| 2016       | Jonathan Eysseric Serhij Stachovs'kyj | Stefan Kozlov Akira Santillan             | 6–4, 7–6(4)                           |
| 2015       | Dudi Sela Amir Weintraub              | Nikola Mektić Franko Škugor               | 6–3, 3–6, [10–6]                      |
| 2014- 2013 | Non disputato                         | Non disputato                             | Non disputato                         |
| 2012       | Sanchai Ratiwatana Sonchat Ratiwatana | Gong Maoxin Zhang Ze                      | 6–4, 6–2                              |
| 2011       | Karan Rastogi Divij Sharan            | Jan Hernych Jürgen Zopp                   | 3–6, 7–6(3), [13–11]                  |

### Singolare femminile
| Anno      | Categoria     | Campionessa         | Finalista            | Punteggio        |
| --------- | ------------- | ------------------- | -------------------- | ---------------- |
| 2010      | ITF $100.000  | Alberta Brianti     | Magdaléna Rybáriková | 6–4, 6–4         |
| 2011      | ITF $100.000  | Nastas'sja Jakimava | Erika Sema           | 7–6(3), 6–3      |
| 2012      | ITF $100.000  | Hsieh Su-wei        | Zhang Shuai (1)      | 6–2, 6–2         |
| 2013      | WTA 125       | Bojana Jovanovski   | Zhang Shuai (2)      | 6(7)–7, 6–4, 6–1 |
| 2014      | WTA 125       | Magda Linette       | Wang Qiang           | 3–6, 7–5, 6–1    |
| 2015-2022 | Non disputato | Non disputato       | Non disputato        | Non disputato    |
| 2023      | WTA 250       | Ons Jabeur          | Diana Šnaider        | 6–2, 6–1         |
| 2024      | WTA 500       | Dar'ja Kasatkina    | Mirra Andreeva       | 6-0, 4-6, 6-4    |

### Doppio femminile
| Anno      | Categoria     | Campionesse                    | Finaliste                            | Punteggio           |
| --------- | ------------- | ------------------------------ | ------------------------------------ | ------------------- |
| 2010      | ITF $100.000  | Chan Chin-wei Chen Yi          | Jill Craybas Ol'ga Savčuk            | 6–3, 3–6, [10–8]    |
| 2011      | ITF $100.000  | Tetjana Lužans'ka Zheng Saisai | Chan Chin-wei Han Xinyun (1)         | 6–4, 5–7, [10–4]    |
| 2012      | ITF $100.000  | Shūko Aoyama Chang Kai-chen    | Tetjana Lužans'ka Zheng Saisai       | 6–2, 7–5            |
| 2013      | WTA 125       | Chan Yung-jan Zhang Shuai      | Iryna Burjačok Oksana Kalašnikova    | 6–2, 6-1            |
| 2014      | WTA 125       | Arina Rodionova Ol'ga Savčuk   | Han Xinyun (2) Zhang Kailin          | 4–6, 7–6(2), [10–6] |
| 2015-2022 | Non disputato | Non disputato                  | Non disputato                        | Non disputato       |
| 2023      | WTA 250       | Laura Siegemund Vera Zvonarëva | Guo Hanyu Jiang Xinyu                | 4–6, 6–3, [10–5]    |
| 2024      | WTA 500       | Demi Schuurs Yuan Yue          | Nicole Melichar-Martinez Ellen Perez | 6-3, 6-3            |